# FS ALn 64
 (janvier 2022).
L'autorail FS ALn 64 série 1000 est un autorail à moteur diesel conçu et construit par Fiat Ferroviaria pour le transport des voyageurs sur la ligne à crémaillère qui relie Poala à Cosenza. Cette ligne longue de 27,7 km sur le réseau des FS Ferrovie dello Stato en Calabre a été en service jusqu'en 1987, date à laquelle une ligne nouvelle a été mise en service. 
Ces autorails sont les derniers à être construits pour les FS. En effet, après la disparition de cette ancienne ligne dont 12 km sont à crémaillère, les autorails traditionnels ont toujours été utilisés.
Cette version avec moteur diesel est dérivée de l'original à essence FS ALb 64.

## Histoire
Les FS ALn 64 sont des autorails Fiat, immatriculés par les F.S. sous les numéros 1001 à 1006 ; ils représentent le dernier projet d'adaptation d'une unité à adhérence totale à crémaillère, pour une ligne régulière des FS. 
Au lendemain de la seconde guerre mondiale, la ligne reliant Paola à Cosenza en Calabre a été rapidement remise en service et les anciens autorails Fiat ALn 56.1900 à crémaillère reprirent leur service. La demande de transport croissant rapidement, la direction régionale des FS dut augmenter son offre de transport et demanda au service ingénierie des FS de nouveaux autorails. Une étude commune avec le constructeur Fiat Ferroviaria aboutit à la livraison et mise en service en 1955 des six autorails ALn 64.1000.
Les six ALn 64.1000 furent utilisés jusqu'à la fermeture de l'ancienne ligne en fin d'année 1986 lorsque la ligne nouvelle fut mise en service. Ces matériels n'étant pas vendables à des tiers et le coût de leur transformation en unités simples étant trop élevé, ils furent mis en dépôt en gare de Cosenza. Il fut envisagé de restaurer une unité pour des trajets touristiques sur l'ancienne ligne en 1991, mais ce projet n'aboutit pas vu les investissements nécessaires pour sécuriser la ligne. Les anciens modèles Fiat ALn 56 et les ALn 64 furent tous démolis à partir du 15 janvier 2002 transportés en convoi jusqu'à la société spécialisée Bilfinger de Bari.

## Caractéristiques techniques
Les autorails Fiat ALn 64 représentent l'évolution normale des autorails Fiat RALn 60, construits spécialement pour moderniser le service voyageurs sur le lignes siciliennes à écartement réduit des Ferrovie dello Stato à partir du mois de janvier 1950 reconnues pour leur extraordinaire fiabilité. Équipés du même moteur diesel à injection directe, le Fiat 700, un moteur spécialement étudié pour la traction ferroviaire, six cylindres horizontaux d'une cylindrée de 20 150 cm3 développant 185 CV à 1 500 tr/min. La structure du moteur, suspendu à la caisse et son accessibilité optimale pour l'entretien représentaient un saut qualitatif par rapport aux anciens modèles avec le moteur monté directement sur les bogies. Les radiateurs n'étaient plus sur la face avant mais placés latéralement. 
Le système de freinage était particulièrement complexe en raison de la crémaillère. Il comprenait un frein continu modulable Breda, un frein Westinghouse, un frein de sécurité agissant sur la roue dentée, un frein moteur qui bloquait l'injection des moteurs dans les tronçons en descente, et enfin, un frein de secours à main sur chaque bogie. Une des particularités du système de freinage était la mise en parallèle des réservoirs d'air comprimé des unités multiples et la synchronisation des compresseurs. 